# Hans Albrecht Wedel (Schiff)

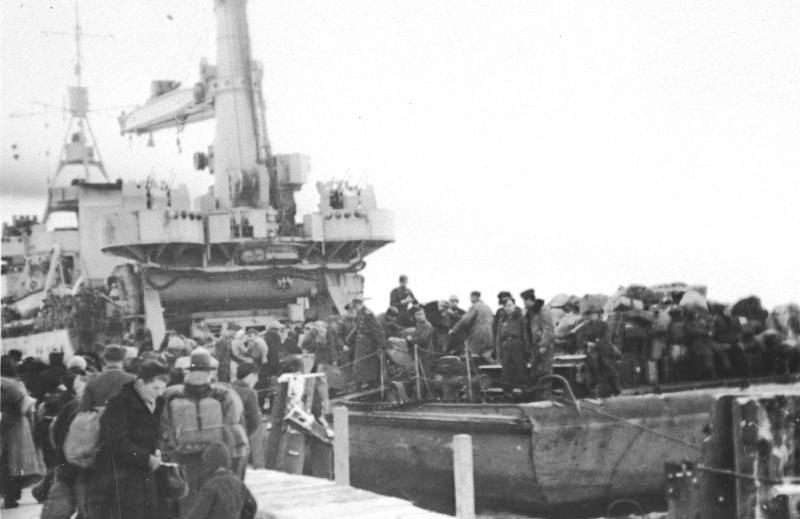
Deutsche Zivilisten flüchten aus dem eingeschlossenen Königsberg an Bord des Schiffes F.S.S. Wedel

Die Hans Albrecht Wedel war ein Flugsicherungsschiff der deutschen Luftwaffe im Zweiten Weltkrieg. Sie war benannt nach dem Oberleutnant zur See Hans Albrecht Wedel (* 30. November 1888; † 30. September 1917), dem Führer der 2. Torpedostaffel der I. Seefliegerabteilung im Ersten Weltkrieg. Schwesterschiffe waren die Richthofen und die nicht mehr fertiggestellte Hermann Köhl; zwei weitere ursprünglich geplante Schiffe dieser sogenannten Klasse K VI wurden nicht mehr auf Kiel gelegt. Die Schiffe dieser Klasse waren etwas größer als die vier Schiffe der vorhergegangenen Klasse K V (Karl Meyer, Max Stinsky, Immelmann, und Boelcke).

## Bau und Technische Daten
Das Schiff lief am 2. September 1940 bei der F. Schichau-Werft in Pillau mit der Baunummer 1452 vom Stapel. Der Weiterbau war mit erheblichen Schwierigkeiten verbunden und sollte daher sogar bei der Norderwerft in Hamburg durchgeführt werden, wurde dann aber doch mit großer Verzögerung bei der Schichau-Werft am 22. September 1941 vollendet. Das Schiff war 83,8 Meter lang und 11 m breit, hatte 3,35 m Tiefgang und verdrängte 1215 Tonnen (standard) bzw. 1375 t (maximal). Vier MAN-12-Zylinder-Viertakt-Diesel-Motoren W12V30/38 mit jeweils 2200 PSe (700/min) Höchst- und 1640 PSe (640/min) Dauerleistung trieben über zwei Vulkan-Getriebe zwei Schrauben und gaben dem Schiff eine Höchstgeschwindigkeit von 21,5 Knoten. Mit einem Gesamtvorrat von 120 Tonnen Dieselkraftstoff betrug die Reichweite 4100 Seemeilen bei 16 Knoten Marschgeschwindigkeit. Das Schiff war mit einem MAN-Flugzeugkran mit 18 Tonnen Hebekraft ausgerüstet und konnte bis zu drei Flugzeuge gleichzeitig aufnehmen bzw. transportieren. Es konnte bis zu 20 t Flugbenzin bunkern. Die Bewaffnung bestand aus drei 3,7-cm- und zwei 2-cm-Fla-Geschützen. Die Besatzung zählte 8 Offiziere und 58 Mann.

## Verbleib
Die Hans Albrecht Wedel wurde am 22. September 1941 mit der Kennung K61 in Dienst gestellt und dem „Seenotdienstführer 5 (Nord)“ in Norwegen zugeteilt.  Im August 1944 wurde sie, zusammen mit den Flugsicherungsschiffen Boelcke, Greif und Gunther Plüschow, der neu gebildeten Seenotgruppe 81 in Bug auf Rügen unterstellt, deren Einheiten ab Oktober 1944 bei der Räumung von Memel und dann beim Unternehmen Hannibal, der Evakuierung deutscher Flüchtlinge und Soldaten aus Ostpreußen eingesetzt wurden. Bei jeder Fahrt wurden etwa 1500 Verwundete und Flüchtlinge evakuiert; bei der Rückfahrt wurden dann Munition und Treibstoff für die noch kämpfenden Truppen mitgenommen.
Am 8. April 1945 gegen 12:20 Uhr wurde das Schiff bei einem sowjetischen Fliegerangriff in der Danziger Bucht südlich der Hela-Spitze auf Position 54° 30′ N, 18° 55′ O von einer Fliegerbombe getroffen. Sofort herbeigeeilte Boote der Seenotflottille 60 konnten noch eine Anzahl Überlebende aufnehmen, dann aber kenterte das Schiff sehr plötzlich und sank. Dabei fanden 10 Menschen den Tod.